# San Fertús
San Fertús (en aragonais : Sant Fertús) est un village de la province de Huesca, situé à proximité de la ville de Boltaña, à 790 mètres d'altitude. Il comptait deux maisons au début du XXe siècle. D'accès difficile, il a été abandonné peu après la Guerre civile espagnole.